# Allium douglasii
Allium douglasii es una especie de planta bulbosa del género Allium, perteneciente a la familia de las amarilidáceas, del orden de las Asparagales. Originaria de América del Norte.

## Descripción
Allium douglasii tiene 1-4 bulbos, no agrupados, con rizomas robustos, primarios, ovoides, de 1.2-3 × 1.2 cm; de color marrón claro, membranosos. Las hojas persistentes, de color verde, las vainas no se extienden muy por encima de la superficie del suelo, la lámina sólida y plana, de 28.9 cm x (2 -) 5-15 mm, los márgenes enteros. Escapos persistentes, solitarios, erectos, sólidos, cilíndricos, de (10 -) 20-30 (-40) cm x 1.4 mm. Umbela persistente, erecta y compacta, con 25-50 de flores, hemisférica a globosa. Flores ± estrelladas,  de color rosa y púrpura con prominentes venas centrales verdes. El número cromosomático es de 2n = 14.

## Distribución y hábitat
Florece desde mayo hasta julio en suelos húmedos del invierno, poco profundos sobre afloramientos rocosos; a una altitud de 400 - 1300 metyros; en Oregón y Washington.

## Taxonomía
Allium douglasii fue descrita por  William Jackson Hooker y publicado en Flora Boreali-Americana 2: 184, pl. 197, en el año 1839.
Etimología
Allium: nombre genérico muy antiguo. Las plantas de este género eran conocidos tanto por los romanos como por los griegos. Sin embargo, parece que el término tiene un origen celta y significa "quemar", en referencia al fuerte olor acre de la planta. Uno de los primeros en utilizar este nombre para fines botánicos fue el naturalista francés Joseph Pitton de Tournefort (1656-1708).
douglasii: epíteto otorgado en honor del botánico escocés David Douglas.